# Silly-Tillard
Silly-Tillard – miejscowość i gmina we Francji, w regionie Hauts-de-France, w departamencie Oise.
Według danych na rok 1990 gminę zamieszkiwało 386 osób, a gęstość zaludnienia wynosiła 34,995 osób/km² (wśród 2293 gmin Pikardii Silly-Tillard plasuje się na 621. miejscu pod względem liczby ludności, natomiast pod względem powierzchni na miejscu 383.).